# Kantara

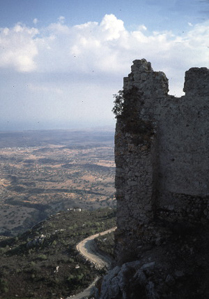
Die Burg Kantara

Kantara, griechisch Καντάρα Kandara (f. sg.), ist ein kleines Bergdorf in der Türkischen Republik Nordzypern. Das Dorf liegt im Distrikt İskele auf der Halbinsel Karpas in der Nähe der mittelalterlichen Burg Kantara im Beşparmak-Gebirge. Im Ort befindet sich die profanierte frühere Klosterkirche Panagia Kantariotissa.